# Chlorophytum filipendulum
Chlorophytum filipendulum är en sparrisväxtart som beskrevs av John Gilbert Baker. Chlorophytum filipendulum ingår i släktet ampelliljor, och familjen sparrisväxter.

## Underarter
Arten delas in i följande underarter:
- C. f. amaniense
- C. f. filipendulum